# Birkî, Velîka Bahacika
Birkî (în ucraineană Бірки) este localitatea de reședință a comunei Birkî din raionul Velîka Bahacika, regiunea Poltava, Ucraina. În secolul al XIX-lea, satul făcea parte din volostul Biloțerkivka, uezdul Horol.

## Demografie
Componența lingvistică a localității Birkî
     Ucraineană (97,83%)
     Rusă (1,77%)
     Alte limbi (0,39%)
Conform recensământului din 2001, majoritatea populației localității Birkî era vorbitoare de ucraineană (97,83%), existând în minoritate și vorbitori de rusă (1,77%).